# Red Margaret, Moonshiner
Red Margaret, Moonshiner er en amerikansk stumfilm fra 1913 af Allan Dwan.

## Medvirkende
- Pauline Bush som Red Margaret
- Murdock MacQuarrie
- James Neill
- Lon Chaney som Lon